# Мал чифлик
Мал чифлик или Чифличето е бивше село в Егейска Македония, Гърция, на територията на дем Нестрам, област Западна Македония.

## География
Селото е било разположено в землището на днешното село Радигоже.

## История
Мал чифлик е бил малко българско село. Носи името Мал чифлик или Чифличето, за да се различава от Голем чифлик - Радигоже. Разтурено е в 1933 година.